# Hollósi Somogyi József
Hollósi Somogyi József, Joseph Desomogyi (Budapest, 1899. október 19. – Cambridge, USA, 1976. április) magyar nyelvész, földrajzi szakíró és fordító. A Magyar Földrajzi Társaság tagja. 1941-42-ben A Földgömb című szaklapban publikált.

## Életrajza
1919-ben a Keleti Kereskedelmi Akadémián, 1921-ben József Műegyetem közgazdász szakán tanult. 1922-ben a Pázmány Péter Tudományegyetemen bölcsészdoktori oklevelet szerzett, 1926-ban a budapesti Közgazdaságtudományi Egyetemen doktorált. 1956-ban kivándorolt az Amerikai Egyesült Államokba. 1959 és 1967 között a Harvard University közép-keleti tanulmányi központjának tanára, 1960–65-ben a Brandeis University (Waltham)-on az arab és az iszlám tudományok professzora, 1969–70-ben az indiai Osmania University vendégtanára volt. 1958-tól az University of Leeds keleti társaságának tiszteletbeli alelnöke.

## Könyvei, fordításai
- Tengerek és gyarmatok  (Egyetemi Nyomda, Budapest, 1946)
- A Korán szemelvényekben. (Officina könyvtár, 1947) - fordítás

## Cikkei
- Líbia (A Földgömb, 1941. december)
- Törökország (A Földgömb, 1942, június)